# Odessa Young
Odessa Young (Sydney, 11 de janeiro de 1998) é uma atriz australiana. Ela é conhecida por seus papéis nos longas-metragens de 2015, Looking for Grace e The Daughter, o último dos quais lhe rendeu um prêmio AACTA de Melhor Atriz.
Em 2018, ela estrelou os filmes Assassination Nation e A Million Little Pieces. Naquele ano, também fez sua estreia off-Broadway em Days of Rage. Em 2020, ela estrelou como Frannie na minissérie pós-apocalíptica The Stand, baseada no romance homônimo de 1978 de Stephen King, e ao lado de Elisabeth Moss em Shirley (2020), filme sobre a romancista Shirley Jackson.

## Filmografia

### Cinema
| Ano  | Título                  | Papel             | Notas    |
| ---- | ----------------------- | ----------------- | -------- |
| 2015 | The Daughter            | Hedvig Finch      |          |
| 2015 | Looking for Grace       | Grace             |          |
| 2017 | Sweet Virginia          | Maggie Russell    |          |
| 2018 | Assassination Nation    | Lily Colson       |          |
| 2018 | A Million Little Pieces | Lilly             |          |
| 2018 | The Professor           | Olivia Brown      |          |
| 2018 | Celeste                 | Rita              |          |
| 2019 | The Giant               | Charlotte         |          |
| 2020 | Shirley                 | Rose Nemser/Paula |          |
| 2021 | Mothering Sunday        | Jane Fairchild    |          |
| 2023 | Manodrome               | Sal               |          |
| TBA  | The Order               |                   | Filmando |

### Televisão
| Ano  | Título          | Papel             | Notas       |
| ---- | --------------- | ----------------- | ----------- |
| 2009 | My Place        | Alexandra Owen    | 1 episódio  |
| 2012 | Tricky Business | Emma Christie     |             |
| 2014 | The Moodys      | Fran              | 1 episódio  |
| 2015 | Wonderland      | Lucy Wallace      | 3 episódios |
| 2017 | High Life       | Genevieve         | Web série   |
| 2020 | The Stand       | Frannie Goldsmith | Minissérie  |
| 2022 | The Staircase   | Martha Ratliff    | Minissérie  |